# 宁海州
宁海州，中国古代的州，地处山东半岛东端。
金朝大定二十二年（1182年）升宁海军置，治所在牟平县（今山东烟台市牟平区）。属山东东路。辖境约当今山东省大沽河以东地区。元朝时，直隶山东东西道宣慰司，领文登县。明朝洪武初年，州治牟平县省入宁海州，与文登县同属莱州府。九年五月改属登州府，后文登县仍隶之。明、清为海防要地。清朝时，不辖县，順治十六年省寧海衛入之。1913年降为县，次年改名牟平县。